# اتحاد الجمعيات الفرنسية للرياضة والرياضيين

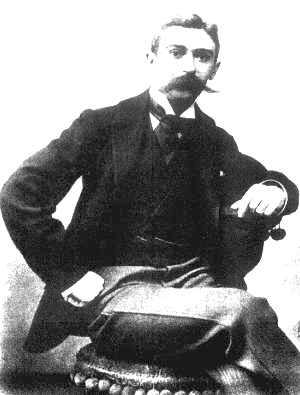
بيير دي كوبرتان مؤسس الألعاب الأولمبية الحديثة، وساعد أيضاً في إنشاء USFSA، وكان يشغل في أوقات مختلفة منصب رئيس الاتحاد والأمين العام

اتحاد الجمعيات الفرنسية للرياضة والرياضيين (بالفرنسية: Union des Sociétés Françaises de Sports Athlétiques)‏ و يرمز لها بـUSFSA هي الهيئة الحكومية المسؤولة عن الرياضة في فرنسا سابقا من تسعنات القرن التاسع عشر حتى وقت مبكر من بدايات العقد الأول للقرن العشرين. نظم العديد من الرياضات بما في ذلك ألعاب القوى وركوب الدراجات وهوكي الحقل(أوالهوكي) والمبارزة والكروكيه والسباحة. و مع ذلك فلربما عرف بأنه الهيئة الإدارية الرئيسية في كل من كرة القدم واتحاد الرجبي في فرنسا.حتى استبدل بشكل فعال بـالاتحاد الفرنسي لكرة القدم ولاتحاد الركبي الفرنسي.رفض USFSA أي شكل من أشكال الاحتراف في الرياضة , و كان مؤيدا قويا لـرياضة الهواة.
وكذلك ساهم في نمو الرياضة في فرنسا، ساعد USFSA أيضا بشكل ريادي في تطوير الرياضة الدولية. من بين اعضائه المؤسسين كان الـبارون بيير دي كوبرتان وروبرت جورين فـبيير دي كوبرتان، مؤسس الألعاب الأولمبية الحديثة. عمل مع USFSA في بداية 1900 مع اتحاد الدراجين في فرنسا و كان USFSA أيضا واحدا من اتحادين اللذن مثلا فرنسا في الجلسة الافتتاحية لإتحاد الدراجين العالمي ثم روبرت جورين سكرتير لجنة كرة القدم USFSA ، كان واحدا من المحرك الرئيسي وراء تأسيس الفيفا كما شغل منصب أول رئيس لها. عمل مع USFSA في بداية 1904.